# 捷克王冠（波希米亚、摩拉维亚和西里西亚君主主义党）
捷克王冠（波希米亚、摩拉维亚和西里西亚君主主义党）是捷克的一个君主主义政党，成立于1990年，致力于和哈布斯堡-洛林王室一起在捷克恢复君主制。

## 选举
在2017年捷克立法选举中，该党与TOP 09结盟，获得5.35%的选票。
在2019年欧洲议会选举中，该党与基督教民主聯盟－捷克斯洛伐克人民黨结盟，该名单获得了7.24%的选票。